# Bastián Roco
Bastián Alejandro Roco Gonzalez (San Felipe, Región de Valparaíso, Chile, 24 de octubre de 2003), es un futbolista profesional chileno que se desempeña como defensa central y milita en Unión Española de la Primera División de Chile.
Es el menor de los hijos del exfutbolista chileno Sebastián Roco.

## Trayectoria

### Inicios
Se formaría como futbolista en las inferiores de Unión San Felipe, pasando por un período de aproximadamente un mes entrenando en las inferiores del club argentino Estudiantes de La Plata, además de ser considerado en la selección chilena sub-17, jugando el Campeonato Sudamericano de Fútbol de la categoría durante el 2019. El promisorio historial del novel jugador llamaría la atención de Huachipato para sumarlo a sus filas.

### Huachipato
Sería adquirido por Huachipato para nutrir sus filiales, específicamente la sub-17, incorporación que le traería réditos ya que desembocaría en su posterior debut como jugador profesional. Durante el 2021, específicamente el 23 de junio en un partido válido por los dieciseisavos de final de la Copa Chile, en un encuentro contra San Antonio Unido, Bastián debutaría en la zaga acerera y en el fútbol profesional.
En enero de 2023, fue excluido de los entrenamientos del primer equipo acerero, debido a la negativa de aceptar una prórroga unilateral de su contrato laboral, lo cual fue denunciado por el SIFUP. Esto fue confirmado por el propio jugador, quien en marzo indicó a los medios que sería una decisión tomada por el presidente del club, Victoriano Cerda.
Viendo pocos minutos en la Temporada 2023, se consagraría como campeón de la Primera División, cerrando su paso por Huachipato y terminando su contrato con el elenco acerero, en donde ganaría su primer título como futbolista profesional.

### Unión Española
El 6 de enero de 2024 es anunciado como nuevo jugador de Unión Española de la Primera División chilena.

## Estadísticas
| Club                   | Div.          | Temporada     | Liga  | Liga  | Copas(1) | Copas(1) | Torneos internacionales(2) | Torneos internacionales(2) | Total(3) | Total(3) |
| Club                   | Div.          | Temporada     | Part. | Goles | Part.    | Goles    | Part.                      | Goles                      | Part.    | Goles    |
| ---------------------- | ------------- | ------------- | ----- | ----- | -------- | -------- | -------------------------- | -------------------------- | -------- | -------- |
| Huachipato · Chile     | 1.ª           | 2021          | 1     | 0     | —        | —        | —                          | —                          | 1        | 0        |
| Huachipato · Chile     | 1.ª           | 2022          | 0     | 0     | 0        | 0        | 0                          | 0                          | 0        | 0        |
| Huachipato · Chile     | 1.ª           | 2023          | 0     | 0     | 0        | 0        | —                          | —                          | 0        | 0        |
| Huachipato · Chile     | Total club    | Total club    | 1     | 0     | 0        | 0        | 0                          | 0                          | 1        | 0        |
| Unión Española · Chile | 1.ª           | 2024          | 0     | 0     | 0        | 0        | —                          | —                          | 0        | 0        |
| Unión Española · Chile | Total club    | Total club    | 0     | 0     | 0        | 0        | 0                          | 0                          | 0        | 0        |
| Total carrera          | Total carrera | Total carrera | 1     | 0     | 0        | 0        | 0                          | 0                          | 1        | 0        |

## Palmarés
| Título           | Club       | País  | Año  |
| ---------------- | ---------- | ----- | ---- |
| Primera División | Huachipato | Chile | 2023 |